# Меголо ди Мецо (Вербано-Кузио-Осола)
Меголо ди Мецо је насеље у Италији у округу Вербано-Кузио-Осола, региону Пијемонт.
Према процени из 2011. у насељу је живело 126 становника. Насеље се налази на надморској висини од 228 м.